# Episodi di Blue Mountain State (terza stagione)
La terza stagione della serie televisiva Blue Mountain State è stata trasmessa dal canale statunitense Spike TV dal 17 settembre al 30 novembre 2011.
In Italia la stagione è stata pubblicata il 29 aprile 2016 su Netflix 
| nº | Titolo originale   | Titolo italiano              | Prima TV USA      | Pubblicazione Italia |
| -- | ------------------ | ---------------------------- | ----------------- | -------------------- |
| 1  | The Captain        | Il capitano                  | 21 settembre 2011 | 29 aprile 2016       |
| 2  | Dic Pics           | Foto compromettenti          | 17 settembre 2011 | 29 aprile 2016       |
| 3  | Thad's Back        | Thad è cambiato              | 28 settembre 2011 | 29 aprile 2016       |
| 4  | The Peak           | L'apice                      | 5 ottobre 2011    | 29 aprile 2016       |
| 5  | Training Day       | Il giorno dell'addestramento | 12 ottobre 2011   | 29 aprile 2016       |
| 6  | Blackout           | Black out                    | 19 ottobre 2011   | 29 aprile 2016       |
| 7  | Superstition       | Superstizione                | 26 ottobre 2011   | 29 aprile 2016       |
| 8  | Fun Facts          | Aneddoti                     | 2 novembre 2011   | 29 aprile 2016       |
| 9  | The C-Word         | La cosa con la C             | 5 novembre 2011   | 29 aprile 2016       |
| 10 | One Week           | Una settimana                | 9 novembre 2011   | 29 aprile 2016       |
| 11 | Death Penalty      | Pena capitale                | 16 novembre 2011  | 29 aprile 2016       |
| 12 | Corn Field Part I  | Il campo di mais: Parte 1    | 30 novembre 2011  | 29 aprile 2016       |
| 13 | Corn Field Part II | Il campo di mais: Parte 2    | 30 novembre 2011  | 29 aprile 2016       |

## Il capitano
- Titolo originale: The Captain
- Diretto da: Clark Mathis
- Scritto da: Eric Falconer

### Trama
Thad implora l'allenatore di riprenderlo in squadra. Dopo aver perso il titolo nella finale dell'anno scorso, il giocatore partecipa ad una festa a base di cocaina e viene arrestato, l'allenatore però deve aspettare il responso della commissione atletica. Alex è al penultimo anno di college e per spassarsela di più pensa di saltare la stagione, invece, dopo il grave infortunio di Radon, diventa il quarterback titolare. Intanto in squadra arriva Marcus Gilday, nuovo coordinatore dell'attacco e aspirante capo allenatore. In attesa che la situazione di Thad venga risolta l'allenatore decide di nominare Alex nuovo capitano e leader della squadra.
- Guest star: Chad Ochocinco (se stesso)

## Foto compromettenti
- Titolo originale: Dic Pics
- Diretto da: John Fortenberry
- Scritto da: J.D. Ryznar

### Trama
Il coach Daniels riceve da Debra una foto del suo seno, per sbaglio risponde mandando la foto del suo pene ad Harmon. Thad dice ad Harmon che questo significa che l'allenatore vuole andare a letto con lui e che deve rispondere con una foto dello stesso tipo, inoltre, consiglia ad Alex di fare lo stesso con una ragazza che lo ha respinto. Alex non vuole seguire il consiglio e Thad fa una foto del suo pene con il cellulare del compagno di squadra e la manda alla ragazza: la cosa funziona. Per vendicarsi di essere stata subito scaricata la ragazza manda a tutto il campus la foto in questione. Debra non avendo ricevuto una risposta pensa che Marty la stia tradendo, allora manda la foto della sua vagina allo stesso numero, Harmon a questo punto pensa che vogliano coinvolgerlo in "una cosa a tre". Intanto anche gli altri membri della squadra iniziano a conquistare ragazze mandando le foto dei loro peni, quando Thad rivela in televisione che la foto del pene era sua e non di Alex nel campus si crea una grande confusione, per rimetter le cose a posto Sammy consiglia alla squadra di fare una foto tutti nudi e a volto scoperto da mostrare a tutti.
- Guest star: Michelle Argyris (Julie), Richard Christy e Sal Governale (conduttori televisivi)

## Thad è cambiato
- Titolo originale: Thad's Back
- Diretto da: Clark Mathis
- Scritto da: Heather Flanders

### Trama
Alex è preoccupato per la nuova responsabilità di capitano, anche se solo per una partita. Durante la sospensione Thad ha iniziato a meditare e ha cambiato il suo modo di affrontare la vita. La squadra perde pesantemente la prima partita della stagione, l'umore della squadra è molto basso e nella Goat house non si riescono ad organizzare feste, solamente Thad sembra apprezzare il relax. Sammy conosce Rachel, una ragazza molto bella che però ha la laringite e non può parlare, solo dopo scoprirà che ha una voce fastidiosissima. Thad torna in squadra ma ora non è più aggressivo, questo atteggiamento preoccupa l'allenatore Daniels che intende lasciare ad Alex la fascia di capitano. Alex organizza un festa per provocare Thad e cercare di farlo tornare quello di prima.
- Guest star: Vanessa Matsui (Rachel), Pierre Lenoir (dottor Ryan)

## L'apice
- Titolo originale: The Peak
- Diretto da: Jay Chandrasekhar
- Scritto da: Drew Hancock

### Trama
Alex viene portato in trionfo dopo aver vinto una partita dove ha consentito di segnare 7 touchdown, battendo il record della Blue Mountain State detenuto da John Elway da 30 anni. Thad rivaluta la sua opinione su Alex e ora ci è più affezionato. Una sorellanza organizza una festa in onore di Alex ma la polizia, temendo un'altra rivolta come nella stagione passata, impone il coprifuoco e circonda il campus. Alex e Sammy riescono comunque ad uscire dalla Goat house ed a raggiungere la festa delle ragazze. Anche gli allenatori organizzano una festa, durante la quale Jon Jon rivela che ha ricevuto un'offerta da un'altra squadra e pensa di accettare, questo fa imbestialire l'allenatore Daniels che lo ritiene insostituibile e gli ricorda che la BMS è la sua famiglia.
- Guest star: Natalie Vansier (Bethany), Hilary Jardine (Amber), Mike Paterson (coach Keith)

## Il giorno dell'addestramento
- Titolo originale: Training Day
- Diretto da: Eric Appel
- Scritto da: Heather Flanders

### Trama
Dopo un'altra grande prestazione Alex diventa il nuovo beniamino dei tifosi. Con la scusa di aiutarlo dandogli consigli su come essere una celebrità, Thad, geloso del successo e dell'attenzione che il compagno sta ricevendo, prova a fregarlo costringendolo a girare un filmino porno. Intanto Sammy e sua sorella avviano un'attività che si occupa di ingioiellare con glitter e adesivi le vagine delle ragazze campus. Tra i clienti spunta anche Debra che cerca di ravvivare il suo rapporto con l'allenatore Daniels.
- Guest star: Andrew Carter (Phil), Kimberly Laferriere (cameriera), Pierre Lenoir (dottor Ryan), Mike Dopud (Fin)

## Black out
- Titolo originale: Blackout
- Diretto da: John Fortenberry
- Scritto da: Kristofor Brown

### Trama
A causa di un black out la partita tra Blue Mountain State e Buckingham Titans viene rimandata al giorno successivo. La sera alla Goat house c'è una festa alla quale partecipano anche i membri della squadra avversaria, tra le cheerleader c'è Stephanie Bell, la ragazza con la quale Alex ha perso la verginità che però, ai tempi delle scuole superiori, mise in giro la voce che in realtà avesse fatto sesso il divano anziché con lei, così da quel giorno Alex venne soprannominato "Divano". Durante la festa, la tensione fra i due capitani sfocia in una sfida a beer pong, Stephanie si mette d'accordo con Alex che se vincerà andrà a letto con lui. Intanto gli allenatori delle due squadre fanno una partita di poker, che inizia come un'amichevole ma che si concluderà con gli allenatori che si giocano gli schemi della partita e gli anelli dei titoli vinti.
- Guest star: Lauren Dela Pena (Stephanie Bell), Ryan Allen (Thyrese), Harry Standjofski (coach Fisher)

## Superstizione
- Titolo originale: Superstition
- Diretto da: Jay Chandrasekhar
- Scritto da: Kristofor Brown

### Trama
La squadra vince un'altra partita ma la prestazione di Harmon è stata pessima, nelle ultime gare ha sbagliato diversi calci piazzati. Thad inizia a schernire di continuo Harmon, mentre Alex e Donnie lo accompagnano da una sensitiva, per cercare di aiutarlo a superare il periodo negativo, la quale gli rivela che l'entità oscura dello spirito di Thad rappresenta tutte le persone che non lo hanno supportato in passato e che deve esorcizzarlo. L'allenatore Daniels è preoccupato e inizia le ricerche per un altro kicker da mettere al posto di Harmon. Intanto Sammy si rende conto che fare la mascotte gli impedisce di sfruttare al meglio il suo potenziale e cerca, invano, di intraprendere una carriera nella CIA. Nel cuore della notte i membri della squadra rapiscono Thad e lo legano alla porta del campo di allenamento in modo che Harmon lo possa usare come bersaglio.
- Guest star: Meghan Heffern (Kate), Emily Shelton (sensitiva), Laura Mitchell (madre di Harmon)

## Aneddoti
- Titolo originale: Fun Facts
- Diretto da: Eric Appel
- Scritto da: J.D. Ryznar

### Trama
Il coach Daniels viene introdotto nella Hall of Fame del football universitario e alla Goat house organizzano una festa a sorpresa in suo onore. Alla festa sono presenti tanti vecchi amici di Marty, i quali raccontano ad Alex diverse storie divertenti sulle avventure del coach. Tra gli invitati c'è anche Mickey O'Toole, vecchio allenatore della Blue Mountain State e predecessore di Daniels. Thad non è soddisfatto del discorso che dovrebbe tenere dopo la proiezione del video tributo che ha realizzato, chiede allora a Mickey O'Toole se conosce qualche aneddoto divertente e lui gli dice che tutto quello che Daniels sa sull'allenare lo ha imparato da lui, poi gli racconta di quando incastrò Daniels facendolo arrestare per uso di sostanze stupefacenti per impedirgli di diventare un giocatore professionista al terzo anno, evitando così di perdere il suo miglior giocatore: ovvero la stessa cosa che è accaduta a Thad ad inizio stagione. Thad si sente tradito dal suo coach, nel quale ha sempre avuto molta fiducia, e annuncia di voler lasciare la squadra, Daniels cerca di persuaderlo e gli dice che Mickey O'Toole lo odia e che sta cercando solo di vendicarsi del fatto che lui abbia preso il suo posto.
- Guest star: Jack Daniel Wells (Mickey O'Toole)

## La cosa con la C
- Titolo originale: The C-Word
- Diretto da: Dean Holland
- Scritto da: Chris Romano

### Trama
Thad è eccitatissimo durante gli allenamenti in vista della partita contro la Northern Tech, in un momento di distrazione dà una testata senza casco ad Alex e rimane vittima di una piccola commozione cerebrale. Thad non vuole che gli altri compagni di squadra lo sappiano perché teme che possano fargli degli scherzi, chiede allora ad Alex di prendersi cura di lui. Durante una festa alla Goat house, Sammy va a masturbarsi sulla panca dei pesi in cantina ma rimane intrappolato sotto il bilanciere. L'allenatore Daniels scopre la situazione del suo capitano, fa visitare Thad da un medico che sarebbe contrario a fargli giocare la partita ma decidono di tenere la cosa nascosta. Nei giorni successivi Thad trova Sammy nello scantinato, non potendo fare grossi sforzi non lo libera dai pesi e va a cercare qualcuno che lo possa aiutare ma la commozione cerebrale gli causa dei problemi di memoria. Marcus Gilday, l'allenatore dell'attacco, scopre il test di Thad e pensa di utilizzarlo per denunciare dopo la partita l'allenatore Daniels di aver fatto scendere in campo un giocatore con una commozione cerebrale, in modo che venga cacciato così da prendere il suo posto. Dopo quattro giorni Sammy riesce a liberarsi tagliandosi un capezzolo, va negli spogliatoi e colpisce violentemente Thad per non averlo aiutato, ora Thad non può assolutamente giocare e anche il piano di Gilday va in fumo.
- Guest star: Neil Napier (dottor Brooks)

## Una settimana
- Titolo originale: One Week
- Diretto da: Dean Holland
- Scritto da: Ryan Ridley

### Trama
Un'emittente televisiva realizza un documentario seguendo per una settimana la squadra di football della Blue Mountain State. Durante le interviste l'allenatore Daniels ribadisce che gran parte del merito dell'ottimo andamento della squadra è di Alex Moran, nel quale ha investito molta fiducia, Marcus Gilday invece pensa che sia il suo sistema di gioco ad essere determinate. Durante una riunione tattica, in vista dell'imminente partita, Alex inserisce delle diapositive della moglie di Gilday di quando è stata eletta Miss Tette Nebraska '96 provocando grande divertimento tra i presenti. Una sera Alex si ritrova la stanza completamente devastata, pensa che sia opera di Gilday ma in realtà è stata la moglie che voleva vendicarsi, comunque anche Gilday non ha preso bene lo scherzo e stuzzica Alex facendolo allenare più duramente.
- Guest star: Tammy Gillis (Karen Gilday)

## Pena capitale
- Titolo originale: Death Penalty
- Diretto da: Eric Appel
- Scritto da: Drew Hancock

### Trama
La Blue Mountain State è al settimo cielo per aver conquistato la finale del campionato nazionale contro la Blackwell, l'euforia però dura poco: la NCAA ha messo i giocatori sotto investigazione per le numerose irregolarità commesse e ora la squadra rischia una sanzione pesantissima chiamata "pena capitale". L'udienza si avvicina e tutti cercano la talpa, subito si pensa che sia Gilday ma è arrivato da pochi mesi e non può essere a conoscenza di ciò che è accaduto negli anni precedenti, i sospetti poi ricadono su Sammy che viene visto insieme ad un funzionario dell'NCAA ma in realtà lo ha fatto solo per dargli informazioni false, poi Debra confessa di aver mandato delle e-mail all'NCAA dopo il divorzio dal coach Daniels. Jon Jon trova un cavillo giudiziario e consiglia a Marty e Debra di risposarsi in modo che Debra non debba testimoniare in quanto ogni cosa detta ad un coniuge viene considerata una comunicazione confidenziale. Thad scopre di essere stato lui stesso la talpa, infatti ha rivelato diverse irregolarità ad un uomo che si infiltrava alle feste della Goat house, irrompe durante la cerimonia e a quel punto l'unica soluzione per salvare la squadra sembra essere che l'allenatore sposi Thad, la cerimonia viene nuovamente interrotta quando Alex arriva e dice di aver sistemato tutto con l'NCAA: Alex si è informato sull'associazione e sui diversi milioni di dollari che gestisce senza pagare le tasse e pensa che sia tutta una montatura per far sì che rimanga un'organizzazione no-profit, sanzionando la BMS anche l'NCAA avrebbe un danno economico. Durante una conferenza stampa l'NCAA annuncia che non sanzionerà la BMS con la "pena capitale" ma vista la gravità delle accuse squalifica l'allenatore Daniels e diversi giocatori, tra cui anche Alex e Thad, impedendogli quindi di partecipare alla finale del campionato.
- Guest star: Michael Rhoades (Smith), Robert Higden (Rogers), Andrew Carter (Phil)

## Il campo di mais: Parte 1
- Titolo originale: Corn Field Part I
- Diretto da: Alex Winter
- Scritto da: Kristofor Brown, Chris Romano, Eric Falconer

### Trama
La Blue Mountain State, senza dodici giocatori titolari squalificati e senza la guida del coach Daniels, perde la finale del campionato nazionale contro la Blackwell 45-3 e ora tutti hanno il morale a terra. I giocatori della Blackwell dichiarano nelle interviste che non avrebbero voluto vincere così facilmente e che desideravano affrontare i più forti, prima della squalifica infatti la BMS era data per favorita. Con l'idea di farsi un enorme spinello, Harmon porta Alex e Donnie in un campo di grano all'interno del quale nasconde una grandissima piantagione di cannabis, Thad li segue di nascosto. Thad ha iniziato ad avere delle strane visioni e credendo di essere in missione per conto di Dio taglia tutte le piante di Harmon, con l'aiuto di Sammy, e costruisce al loro posto un campo di football. Thad propone ai compagni di squadra l'idea di lanciare una sfida alla Blackwell in modo da giocarsi il titolo e decidere una volta per tutte qual è la squadra più forte: gli avversari accettano.
- Guest star: Steve Lund (Ty Wilson), Anthony Bewlz (Gram Stalin), Larry Day (Jimmy Wells)

## Il campo di mais: Parte 2
- Titolo originale: Corn Field Part II
- Diretto da: Alex Winter
- Scritto da: Kristofor Brown, Chris Romano, Eric Falconer

### Trama
La partita è iniziata ma la Blue Mountain State va subito sotto subendo due touchdown, Debra allora va a chiamare Gilday che avendo già affrontato la Blackwell ha delle informazioni che potrebbero essere utili a Daniels. Donnie s'infortun'ad una gamba e Harmon pensa che se ci fosse ancora la sua erba potrebbe fargliela fumare per sballarsi e non sentire più il dolore, Sammy gli rivela che in realtà lui non l'ha bruciata, nonostante Thad glielo avesse detto di fare. L'allenatore Daniels, dopo essersi riappacificato con Gilday, riesce a motivare i suoi giocatori facendoli pensare al momento in cui si sono innamorati del football, rientrati in campo riescono a ridurre lo svantaggio portandosi sul risultato di 10-14. Quando mancano solo 7 secondi alla fine Alex pianifica uno schema con il quale riescono a vincere la partita grazie ad un touchdown di Thad. Dopo la vittoria la squadra rientra alla Goat house per festeggiare come non avevano mai fatto prima.
- Guest star: Steve Lund (Ty Wilson), Anthony Bewlz (Gram Stalin), Larry Day (Jimmy Wells), Shane Daly (Connor, padre di Thad)